# 碧奧蘭蒂
碧奧蘭蒂(日文：ビオランテ/英文：Biollante，又稱「人心花獸」、「植獸」)是哥吉拉系列電影中登場的怪獸。首次登場於《哥吉拉vs碧奧蘭蒂》。|ビオランテ|Biorante|lead=yes}}</ref>

## 概述
碧奧蘭蒂是白神博士為了救內有女兒細胞的玫瑰花，而人類細胞、植物細胞與哥吉拉細胞(G細胞)融合一起，後因G細胞的因故因而突變而成。
其一開始的型態為花獸型態，如樹木一般的矗立在蘆之湖中。因有G細胞，所以她可感應到哥吉拉。在哥吉拉破山而出並擊退Super X II後，便在蘆之湖中展開第一次戰鬥。在哥吉拉猛烈的熱線攻擊下，碧奧蘭蒂敗陣並被燒成灰燼，但並沒有死去，而是在之後，哥吉拉破壞大阪到若狹灣後，以孢子大量散落的方式再次出現，同時的進入植獸狀態。
在進化之後的碧奧蘭蒂，與哥吉拉進行了一番纏鬥後，先前白神博士在大樓中射進哥吉拉體內的ANB發揮功效，使哥吉拉被迫停戰，並一度倒在若峽灣的淺灘上，碧奧蘭蒂因此也化身大量孢子散逸到天空之中。在大量孢子即將散逸的時候，還短暫的出現了內有女兒的頭的畫面。

## 碧奧蘭蒂檔案

### 花獸型態
- 全長：85公尺
- 體重：10萬噸
- 登場電影：《哥吉拉vs碧奧蘭蒂》

其特徵是位於頂端那巨大、詭異的玫瑰花。

### 植獸狀態
- 全長：120公尺
- 體重：20萬噸
- 登場電影：《哥吉拉vs碧奧蘭蒂》

其特徵是有數顆巨大牙齒的巨大嘴，腹部有巨大的橘紅色核心，背部則有類似於哥吉拉之背鰭的凸起物。

## 攻擊能力
碧奧蘭蒂之花獸型態通常以觸手為主要攻擊方式。進化成植獸狀態後，則增加了巨嘴啃咬及強酸噴擊，亦可散成大量孢子，並進行遠距離的遷移。
因為碧奧蘭蒂是植物體，就算被哥吉拉熱線從嘴貫穿到後腦也會安然無恙。

## 技能
主要有三種：吸血藤蔓植物技能、高熱射線(得自哥吉拉基因似乎可能獲取其他怪獸技能)、苞籽種將種籽種在對手血肉中。

## 外部連結
- 其他登場怪獸資料庫 （页面存档备份，存于）
- 來輕輕鬆鬆認識特攝怪獸囉~XD【碧奧蘭蒂】篇
- 哥吉拉vs碧奧蘭蒂 （页面存档备份，存于）

1. ↑  . Shogakukan. January 1, 2000: 20–21. ISBN 4-09-101470-4.
2. ↑  . Kasakura Publishing. August 7, 2014: 233. ISBN 978-4-7730-8725-3.
3. ↑  . Magazine House. September 5, 2014: 92. ISBN 978-4-8387-8944-3.